# Neoclitopa nitidipennis
Neoclitopa nitidipennis är en skalbaggsart som beskrevs av Gilbert John Arrow 1902. Neoclitopa nitidipennis ingår i släktet Neoclitopa och familjen Melolonthidae. Inga underarter finns listade i Catalogue of Life.